# برایو
برایو (انگلیسی: Brio) شرکت تولید اسباب‌بازی سوئدی است، که در سال ۱۸۸۴ تأسیس شد و هم‌اکنون زیرمجموعه شرکت رافنزبورگر می‌باشد.